# Aglianico del Taburno

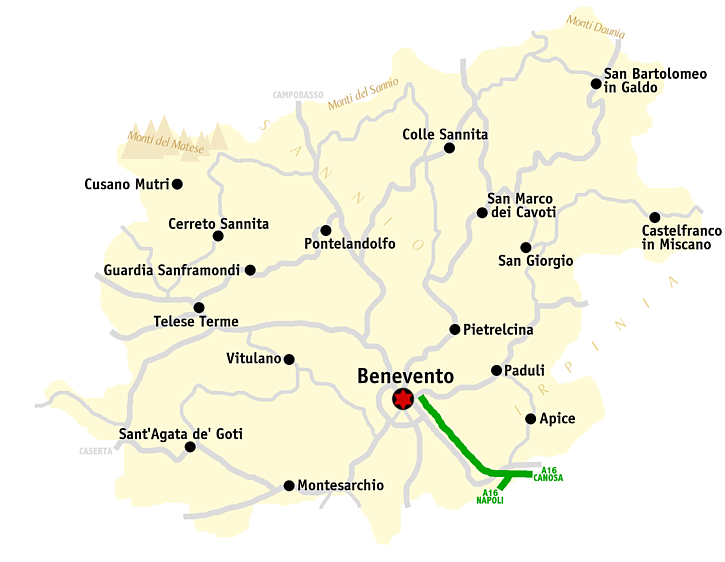
Provinz Benevento

Aglianico del Taburno ist ein italienisches Weinbaugebiet in der Region Kampanien. Die Rot- und Roséwein aus der Provinz Benevento genossen seit dem 29. November 1986 den Status einer Denominazione di origine controllata (kurz DOC). Im Jahr 2011 wurde die Denomination zu einer DOCG angehoben.

## Anbau
Die Rebflächen an den Hängen des 1393 Meter hohen Monte Taburno, der namensgebend für das Gebiet ist, liegen in der Nähe der Stadt Benevento, etwa 40 Kilometer nordöstlich von Neapel. Die Weinberge liegen auf einer Höhe zwischen 135 und 600 m s.l.m. in den Gemeinden Apollosa, Bonea, Campoli del Monte Taburno, Castelpoto, Foglianise, Montesarchio, Paupisi, Ponte, Torrecuso sowie in Teilen der Gemeinden von Benevento, Cautano, Vitulano und Tocco Caudio.

## Herstellung
Der fast sortenreine Wein muss zu mindestens 85 % aus der Rebsorte Aglianico bestehen. Höchstens 15 % andere rote, nicht-aromatische Rebsorten, die für den Anbau in der Provinz Benevento zugelassen sind, dürfen zugesetzt werden.

## Beschreibung

### Aglianico del Taburno Rosso
- Farbe: mehr oder weniger intensives rubinrot – tendiert mit zunehmender Reife zu granatrot
- Geruch: charakteristisch, anhaltend
- Geschmack: trocken, voll
- Alkoholgehalt: mindestens 12,0 Vol.-%, für „Riserva“ 13,0 Vol.-%
- Säuregehalt: mind. 5,0 g/l
- Trockenextrakt: mind. 24,0 g/l, für „Riserva“ 26,0 g/l

### Aglianico del Taburno Rosato
- Farbe: mehr oder weniger intensiv rosa
- Geruch: zart, frisch, fruchtig
- Geschmack: trocken, harmonisch, frisch, fein
- Alkoholgehalt: mindestens 12,0 Vol.-%
- Säuregehalt: mind. 5,0 g/l
- Trockenextrakt: mind. 19,0 g/l